# RonDamon
RonDamon es una banda de música reggae de Mar del Plata, Argentina formada en el año 2002. Con 22 años de trayectoria, el grupo cuenta con cuatro discos de estudio y diverso material audiovisual disponible en las distintas plataformas en línea. El nombre hace referencia al famoso personaje televisivo mexicano Don Ramón de la serie El Chavo del 8.

## Historia
La banda se forma en el año 2002 y comienza a presentarse en diversos festivales del género del reggae. Pronto, empezarían a componer sus propias canciones, que fueron grabadas en su primer trabajo discográfico titulado No paga la renta; el cual participaron los músicos como Luis Alfa y Fabián Leroux; integrantes de la agrupación Resistencia Suburbana. Este material salió de circulación y se lo conoce como inédito.
Durante los primeros tres años de la banda, se presentó en importantes festivales y compartió escenarios y giras con las bandas más importantes del género, tanto a nivel nacional como son Los Cafres, Resistencia Suburbana, Nonpalidece y de otros países como Gondwana (Chile) Pure Felling (Brasil) y Junior Marvin y The Fully Foolwood band (Jamaica).
En el año 2006, son convocados para el Festival Baradero Reggae, en el que participaban las bandas más importantes de Argentina y en abril de ese mismo año, tocan en vivo en el programa radial La de Dios (de la Rock and Pop) lo que les permite entrar en el ranking del programa de reggae en radio más escuchado del país, con la canción, «Igual te espero». Además de empezar a tocar con regularidad en ciudades de la provincia de Buenos Aires (Tandil, Necochea, Miramar, Ayacucho, Tres Arroyos, Azul y Gral Belgrano) y realizan una gira de dos semanas en el sur argentino.
Su trabajo discográfico debut, se editó en el año 2007 bajo el título de Espíritus chocarreros, compuesto por trece canciones. Participaron como invitados especiales Dread Mar-I y Luis Alfa, de Resistencia Suburbana.
El año 2008, comenzaron a grabar su segundo disco de larga duración Aguas frescas de Jamaica, que cuenta con la participación especial de Néstor Ramljak de Nonpalidece y Flavio Cianciarulo, bajista y cantante de Los Fabulosos Cadillacs. Con la salida del material realizan shows internacionales como la tercera edición del Bob Marley´s Day junto a Junior Marvin y The Fully Foolwood Band.
En el año 2012 realizaron su primera gira por Costa Rica, que incluyó el Rootz Stock Fest, en ese mismo año la banda edita su terceer material de estudio titulado  Con permisito.
En 2015 lanza su último trabajo de estudio Si Serás presentado en La Transtienda Samsung en 2016 junto a Israel Vibration y realiza giras tocando en los escenarios más importantes del país.
El 10 de febrero de 2017 editan el sencillo dedicado a su ciudad natal "Mar del Plata".
El 25 de enero de 2019 estrenan una versión Reggae  del hit "The Lady In Red", del británico Chris De Burgh y en diciembre presentaron "En lo de KIko".
En el 2020 presentaron su EP, "Waikiki Roots", grabado en un show íntimo en el parador Roots de la playa Wikiki, que presenta una nueva forma de tocar los clásicos del grupo.
En el 2021 presentaron los dos nuevos adelantos de su nuevo material de colaboraciones: “Quién Sos?”, junto a Julieta Rada, y “Suelto”, junto a Juanse de los Ratones Paranoicos. 
En diciembre de 2022 y celebrando 20 años de carrera, editan el disco "Que bonita vecindad", producido por Diego “Chapa” Blanco (Los Pericos) y que cuentas con destacado invitados tales como Guillermo Bonetto (Los Cafres), Quique Neira, Juanse, Julieta Rada, Ricardo Tapia, entre otros.

## Discografía
- 2003: No paga la renta (independiente)
- 2007: Espíritus chocarreros
- 2009: Aguas frescas de Jamaica
- 2012: Con permisito
- 2015: Si serás
- 2022: Qué bonita vecindad